# 家近亮子
家近 亮子（いえちか りょうこ、1954年 - ）は、日本の政治学者。敬愛大学国際学部教授。博士（法学）。専門は日中関係論、中国近現代政治史。

## 略歴
1977年慶應義塾大学法学部政治学科卒業、1980年同大学院法学研究科修士課程修了、1992年同博士課程満期退学。2001年「南京国民政府の研究 : 支配の不浸透要因の分析」により、慶應義塾大学より博士（法学）の学位取得。1998年敬愛大学国際学部助教授、准教授を経て、2008年より教授。
蔣介石時代の中華民国史研究を専門としており、特に近年は「蔣介石日記」を活用した外交政策分析を中心に研究を発表している。

## 著書

### 単著
- 『蔣介石と南京国民政府――中国国民党の権力浸透に関する分析』（慶應義塾大学出版会、2002年）
  - 中国語版『蔣介石与南京国民政府』（社会科学文献出版社、2005年）
- 『日中関係の基本構造――2つの問題点・9つの決定事項』（晃洋書房、2003年）
- 『蔣介石の外交戦略と日中戦争』（岩波書店、2012年）
- 『現代東アジアの政治と社会　放送大学教材』（放送大学教育振興会、2020年）
- 『東アジア現代史』（ちくま新書、2025年）

### 編著
- 『中国近代政治史年表』（晃洋書房、1993年）
- 『中国近現代政治史年表』（晃洋書房、2002年／増補版、2004年）

### 共編著
- （小島朋之）『歴史の中の中国政治――近代と現代』（勁草書房、1999年）
- （唐亮・松田康博）『5分野から読み解く現代中国――歴史・政治・経済・社会・外交』（晃洋書房、2005年／改訂版、2009年）
- （松田康博・段瑞聡）『岐路に立つ日中関係――過去との対話・未来への模索』（晃洋書房、2007年／改訂版、2012年）
- （川島真）『東アジアの政治社会と国際関係』（放送大学教育振興会、2016年）

## 編纂史料
- 『橘樸―翻刻と研究 「京津日日新聞」』山田辰雄・浜口裕子共編（慶應義塾大学出版会、2005年）